# Rejon igliński
Rejon igliński (ros. Иглинский район) – jeden z 54 rejonów w Baszkirii. Stolicą regionu jest Iglino.
100% populacji stanowi ludność wiejska, ponieważ w regionie nie ma żadnego miasta.